# Pacto de pureza
Un pacto de pureza (pacto de virginidad o pacto de abstinencia) es un compromiso de virginidad hasta el matrimonio. Este concepto es especialmente difundido en el evangelicalismo.

## Origen
En la Biblia, Pablo recordó el deseo de Dios de santidad, el compromiso no tener relaciones sexuales antes del matrimonio (fornicación).

## Historia
Algunas organizaciones  cristianas evangélicas de Estados Unidos, tales como Enfoque a la Familia fundada en 1977 o Promise Keepers fundada en 1990, promueve la virginidad en sus programas. Pero no fue sólo True Love Waits, fundada en 1993 por el Convención Bautista del Sur, una organización especializada en la promoción de la abstinencia sexual antes del matrimonio con pactos pureza.  Posteriormente, otros han seguido, como Silver Ring Thing en 1995.  El anillo de pureza también se ha integrado en el movimiento.

## Críticos
Algunos estudios indican que los pactos de la pureza no reduce necesariamente las actividades sexuales de los jóvenes. En 2004, un estudio estadounidense realizado por la Universidad de Columbia informó que el 88 por ciento de los que cometieron abstinencia tuvieron relaciones sexuales antes del matrimonio. Y en esos quienes rompieron su deseo, menos del 20 por ciento había usado un condón. Según un estudio publicado en 2014 por la Universidad de Washington, los hombres evangélicos que hicieron un pacto de pureza y se casaron quisieran tener más conversaciones sobre el lugar de la sexualidad en el matrimonio en sus iglesias.